# Zduny (Łódź)
Zduny è un comune rurale polacco del distretto di Łowicz, nel voivodato di Łódź.
Ricopre una superficie di 128,53 km² e nel 2004 contava 6 150 abitanti.